# Tattoos
 (octobre 2013).
Si vous disposez d'ouvrages ou d'articles de référence ou si vous connaissez des sites web de qualité traitant du thème abordé ici, merci de compléter l'article en donnant les références utiles à sa vérifiabilité et en les liant à la section « Notes et références ».
Albums de Jason Derülo
Future History Talk Dirty
Singles
Tattoos est le troisième album studio du chanteur Jason Derulo, sorti le 23 septembre 2013 chez Warner Bros.

## Liste des pistes

### Version normale
| No | Titre                             | Durée |
| -- | --------------------------------- | ----- |
| 1. | The Other Side                    |       |
| 2. | Talk Dirty (featuring 2 Chainz    |       |
| 3. | Marry Me                          |       |
| 4. | Tattoo                            |       |
| 5. | Trumpets                          |       |
| 6. | Vertigo (featuring Jordin Sparks) |       |
| 7. | Fire (featuring Pitbull)          |       |

### version Talk Dirty
| No  | Titre                             | Durée |
| --- | --------------------------------- | ----- |
| 1.  | Wiggle (featuring Snoop Dogg)     |       |
| 2.  | Zipper                            |       |
| 3.  | Bubblegum (featuring Tyga)        |       |
| 4.  | Kama Sutra (featuring Kid Ink)    |       |
| 5.  | The Other Side                    |       |
| 6.  | Talk Dirty (featuring 2 Chainz    |       |
| 7.  | Marry Me                          |       |
| 8.  | Tattoo                            |       |
| 9.  | Trumpets                          |       |
| 10. | Vertigo (featuring Jordin Sparks) |       |
| 11. | Fire (featuring Pitbull)          |       |

Version iTunes Française (Standard Edition) :
| No  | Titre                                      | Durée |
| --- | ------------------------------------------ | ----- |
| 10. | Sans titre (« International Bonus Track ») |       |
| 11. | Love Before I Die                          | 3:46  |

## Classement et certifications

### Album
| Année | Album                                                     | Classement des ventes[réf. nécessaire] | Classement des ventes[réf. nécessaire] | Classement des ventes[réf. nécessaire] | Classement des ventes[réf. nécessaire] | Classement des ventes[réf. nécessaire] | Classement des ventes[réf. nécessaire] | Classement des ventes[réf. nécessaire] | Classement des ventes[réf. nécessaire] | Classement des ventes[réf. nécessaire] | Certifications[réf. nécessaire] |
| Année | Album                                                     | É-U                                    | AUS                                    | CAN                                    | IRE                                    | P-B                                    | N-Z                                    | SUE                                    | SUI                                    | R-U                                    | Certifications[réf. nécessaire] |
| ----- | --------------------------------------------------------- | -------------------------------------- | -------------------------------------- | -------------------------------------- | -------------------------------------- | -------------------------------------- | -------------------------------------- | -------------------------------------- | -------------------------------------- | -------------------------------------- | ------------------------------- |
| 2013  | Tattoos - 1er album studio - Réalisé le 23 septembre 2013 |                                        |                                        |                                        |                                        |                                        |                                        |                                        |                                        |                                        | - AUS: Or - R-U: Argent         |